# 酒税法
酒税法（日语：／，昭和28年2月28日法律第6号）是一项日本法律，内容涉及酒税的赋课与征收，以及酒类制造及贩卖业许可等，用于替代1940年制定的旧酒税法（昭和15年法律第35号）。超过1度（酒精浓度1%）的含酒精饮料都属于该法定义的“酒类”，度数90度以上的工业用酒精受酒精事业法管控。

## 结构
- 第1章 － 总则（第1条 - 第6条第4项）
- 第2章 － 酒类制造许可（日语：酒類製造免許）及酒类贩卖业许可（日语：酒類販売業免許）等（第7条 - 第21条）
- 第3章 － 课税标准及税率（第22条）
- 第4章 － 免税及税收抵免等（第23条 - 第30条）
- 第5章 － 申报及缴纳等（第30条第2项 - 第30条第6项）
- 第6章 － 纳税担保（第31条 - 第36条）
- 第7章 － 已删除（第37条 - 第39条）
- 第8章 － 杂项（第40条 - 第53条第2项）
- 第9章 － 罚则（第54条 - 第62条）

## 税率政策
日本原先将传统烧酒视作大众酒并给予低税率，作为高级酒看待的威士忌、白兰地等洋酒税率则较高。在一些洋酒生产国批评此做法“属于非关税壁垒”后，酒类税率在2008年得到调整。截至2016年，度数37°以上的烧酎与威士忌、白兰地、烈酒一样，都享有同等的征税额。
以前的日本酒曾根据品质分为特级、一级、二级的不同级别，等级越高征税率也越高。日本酒级别制度要求生产者自行申请，不提交审查的默认归入二级酒看待。冒险的商家随后逐渐增多，他们不去申请酒类审查，而是直接将相当于特级或一级品质的酒作为二级酒贩卖。
面对这种现状，1982年，日本消费者联盟日本消费者联盟在一本名为《真正的酒！》（ほんものの酒を！）的书（ISBN 978-4380820038）中指责称“日本酒级别制度是国家权力的不当表示、相当于强行欺诈”，当时的大藏省面对这一指控无话可说。日本酒等级制度后于1992年正式废止，但多数消费者根本不清楚发生了什么，船濑俊介认为此事的责任在于大众媒体没能像受众传达事件的本质。截至2016年，日本酒的税率间已不再存有差别。
发泡酒和“第三啤酒”税率在2015年有提高的倾向，这两种酒的开发即为逃避针对啤酒设定的高税率。

## 酒类生产限制
酒税法原则上禁止在未取得酒类制造许可的情况下于日本制作酒精含量1％以上的酒类。根据第54条，违法生产者可处10年以下惩役或100万日元以下罚金。该法曾严格到禁止在家自制力娇酒的程度，惟部分规定已有放宽。

### 规定放宽
1961年，出身于读卖新闻、当时在石桥内阁下进行广报参与工作的石田穰给《日本经济新闻》报纸撰写了一篇有关梅酒的随笔，这篇随笔引发了一阵围绕酒税法的风波，因为其内容事实上违反了当时的酒税法。虽然在此之前已有很多普通家庭在自家制作梅酒、力娇酒之类，此次失言事件最后还是促成了翌年的法律修订。修订后的法律允许在家自制梅酒等力娇酒，但有几项显著而严格的例外性规定，例如泡酒时使用的酒度数须为20度以上等。
2007年6月14日，日本放送协会的一档电视节目《今日料理》在《特辑★我家流传的渍物·保存食品~梅酒~》（特集★わが家に伝わる漬け物・保存食～梅酒～）中播出了梅酒的制作方法，惟有人指出普通人依此食谱制作梅酒将构成违法，电视台随后就此事进行道歉广播。
为保护已有的零售业者并确保酒税能稳定征收，政府曾以酒税法对行业的新进入者进行严格限制。然而，1998年3月，内阁会议制定了规制缓和推进3年计划，根据该计划，距离基准（与现有销售场所保持一定距离）于2001年1月废止，人口基准（按一定人口发放贩卖许可）于2003年9月废止。有观点认为这是对此后酒类销售事实上的“自由化”，惟销售需要得到许可这一点仍未改变。
在酒类销售“自由化”的同时，以保护已有业者为目的的议员立法（酒类零售业者经营改善等相关紧急措置法）通过，产生了限制反而更为强化的地区（特别调整区域）。该法是为期2年的临时立法，失效时间在2005年8月，但根据其失效前的修订，限制强化一直持续到了2006年8月的最后一日。

### 注意事项
根据酒税法，制作梅酒和桑格利亚等混成酒时若无制酒许可，则所用酒的酒精浓度需要在20度以上。一般桑格利亚制作方法中用到的葡萄酒度数都没有20度，也就是说违反了酒税法（市场上有很多桑格利亚的制作方法等，但基本都有违反酒税法。由于20度以上的日本酒较少，日本酒桑格利亚中也有很多是违反酒税法的）。此外，酒税法还规定若想在店铺中提供，则还需向税务署进行申告，以及使用20度以上的蒸馏酒。虽然网上有链接并介绍提供桑格利亚的店铺之网站，但在日本对这类网站必须留心（其原料葡萄酒既不是蒸馏酒，酒精度数又在15度以下，因此事实上不可能有店铺能提供）。一定要制作的情况下则需根据酒税法第43条10项“本法不适用于将酒类和其他物品（含酒类。）混合后立即消费的情况，其具体情形定于政令”之规定，在混合完成后立即饮用。

## 酒税法的分类
修法后分类和品种的更改自2006年5月生效，部分定义也有变化。
- 发泡性酒类
  - 啤酒
  - 发泡酒
  - 其他发泡性酒类（度数10度以下而有发泡性的酒类，符合此定义的都归入该类）
- 酿造酒类
  - 清酒（日本酒）
  - 果酒（葡萄酒等）
  - 其他酿造酒（日语：その他の醸造酒）（浊酒、黄酒、蜂蜜酒等）
- 蒸馏酒类
  - 连续式蒸馏烧酒（甲类烧酒）
  - 单式蒸馏烧酒（乙类烧酒）
  - 威士忌
  - 白兰地
  - 原料用酒精
  - 烈酒
- 混成酒类
  - 合成清酒（日语：合成清酒）
  - 味醂
  - 甘味果酒（日语：甘味果実酒）
  - 力娇酒
  - 粉末酒
  - 杂酒（日语：雑酒）（其他混成酒、味醂类似酒、灰持酒、百岁酒等）

### 修法前的定义
修法前的分类和定义记录如下，以供参考。
清酒
以米、水与清酒糟、米麴，或其他政令规定的物质为原料发酵与过滤后的产物
合成清酒
以酒精、烧酒、清酒、葡萄糖等为原料制造，且香味、色泽等类似清酒的酒类
烧酒
甲类烧酒（（1））
将含酒精物质用柱馏器蒸馏，得到的酒精含量36度以下产物
乙类烧酒（（2））
含酒精物质蒸馏后的酒类，且酒精含量在45度以下（甲类烧酒以外的烧酒）
味醂
向米、米麴加入烧酒或酒精，并进行过滤的产物
啤酒
以麦芽、蛇麻与水为原料的发酵产物
果酒类
果酒
以果实，或果实与水为原料的发酵产物（葡萄酒等）
甘味果酒
将果酒与糖类、白兰地等混合后的产物（果酒以外的果酒类、雪利酒、波特酒等）
威士忌类
威士忌
以发芽的谷类、水为原料糖化、发酵成含酒精物质，并将其蒸馏的产物
白兰地
以果实、水为原料发酵成含酒精物质，并将其蒸馏的产物（威士忌以外的威士忌类）
烈酒类
烈酒
不挥发性成分度数在2度以下，且不属于清酒至威士忌类中任意一类的酒类（原料用酒精以外的烈酒类、伏特加、等）
原料用酒精
含酒精物质蒸馏后的产物，且酒精含量在45度以上
力娇酒类
以酒类和糖类等为原料，且不挥发性成分度数在2度以上
杂酒
发泡酒
以麦芽为部分原料，且有发泡性的酒类
粉末酒
可溶解成酒精含量1度以上饮料的粉末状物品
其他杂酒
不属于清酒至粉末酒中任意一类的酒类
其他杂酒（1）
不属于清酒至粉末酒中任意一类的酒类中，性质类似味醂的酒类（灰持酒等）
其他杂酒（2）
其他杂酒类别中，不属于其他杂酒（1）类的酒类（黄酒、蜂蜜酒等）